# Östergarns distrikt
Östergarns distrikt är ett distrikt i Gotlands kommun och Gotlands län. 
Distriktet ligger på östra delen av Gotland.

## Tidigare administrativ tillhörighet
Distriktet inrättades 2016 och utgörs av socknen Östergarn.
Området motsvarar den omfattning Östergarns församling hade vid årsskiftet 1999/2000.

## Bilder

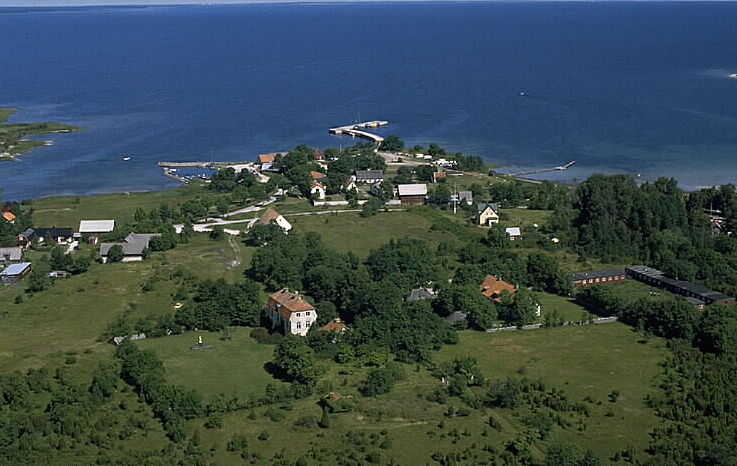
Katthammarsvik.
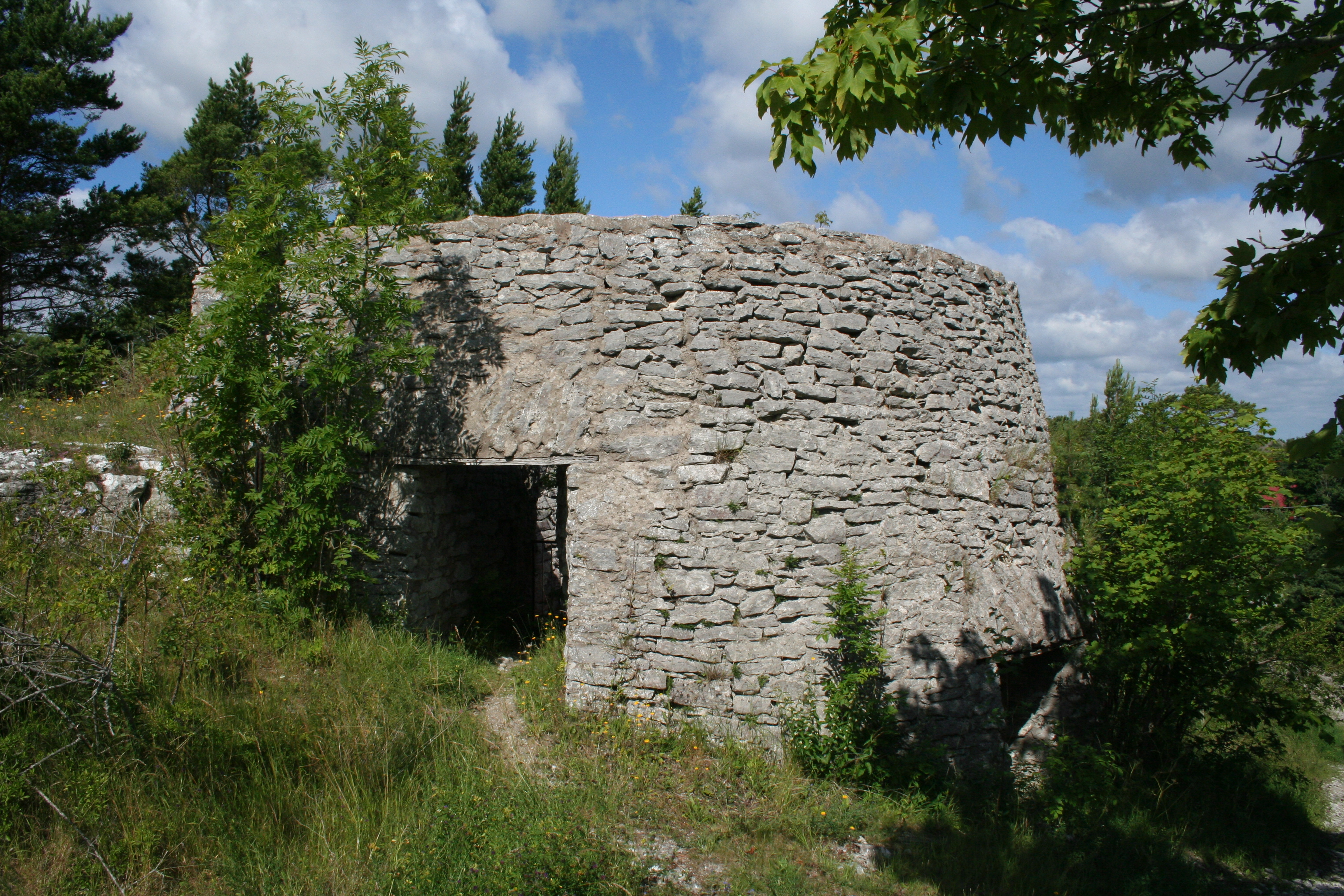
Kalkugnsruin på Östergarnsberget.
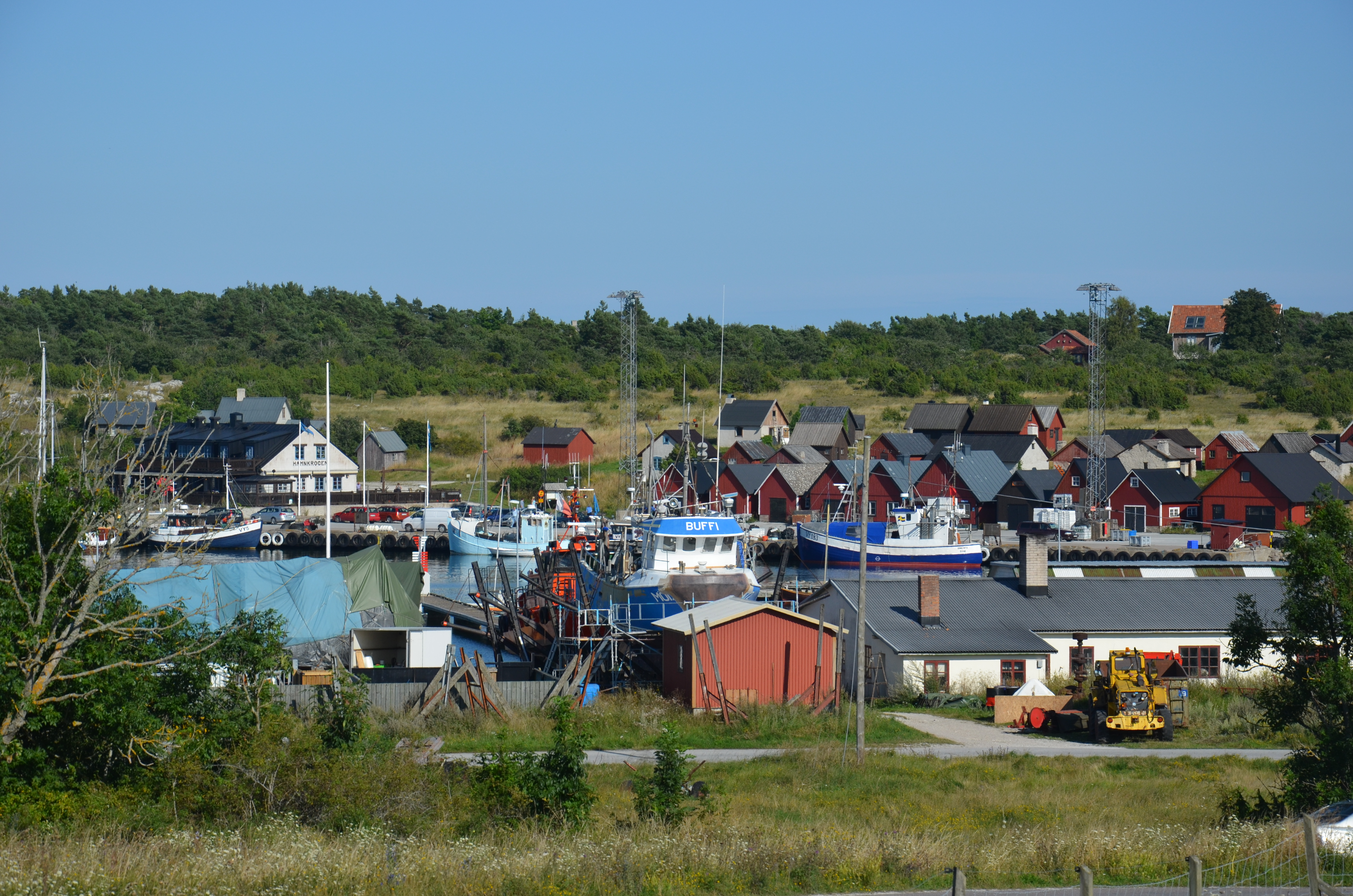
Herrviks hamn.
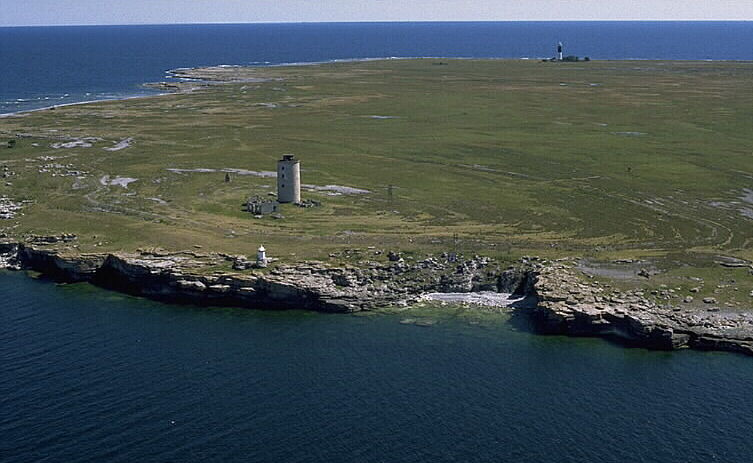
Östergarnsholm.